# 그레이시 에이브럼스
그레이시 에이브럼스(Gracie Abrams, 1999년 9월 7일 ~ )는 미국의 싱어송라이터이다. 영화 감독 J. J. 에이브럼스의 딸이다.

## 음반 목록

### 정규 음반
- Good Riddance (2023)
- The Secret of Us (2024)

### EP
- Minor (2020)
- This Is What It Feels Like (2021)